# Jättepalmlilja
Jättepalmlilja eller yuccalilja (Yucca gigantea) är en växt i familjen Sparrisväxter som ursprungligen kommer från Sydamerika men som ofta odlas som krukväxt i hela Europa. Arten förekommer ofta under det ogiltiga namnet Yucca elephantipes.
Arten är i hemlandet ett träd på upp till 10 meter. Blad 50–100 centimeter långa och 6–7 centimeter vida. Blommorna är vita eller gräddvita. Blommar så gott som aldrig i kruka.

## Odling
Jättepalmlilja är tålig, men mår bäst i ett soligt eller halvskuggigt läge. Jorden bör vara väldränerad. Under sommarhalvåret vattnas den regelbundet, men bör få torka ut mellan vattningarna. Vintertid bör den hållas nästan helt torr. Ge halv rekommenderad dos näring.
Förökas lätt med stamsticklingar. Fröförökning är också möjlig om man kan få tag i frön. 

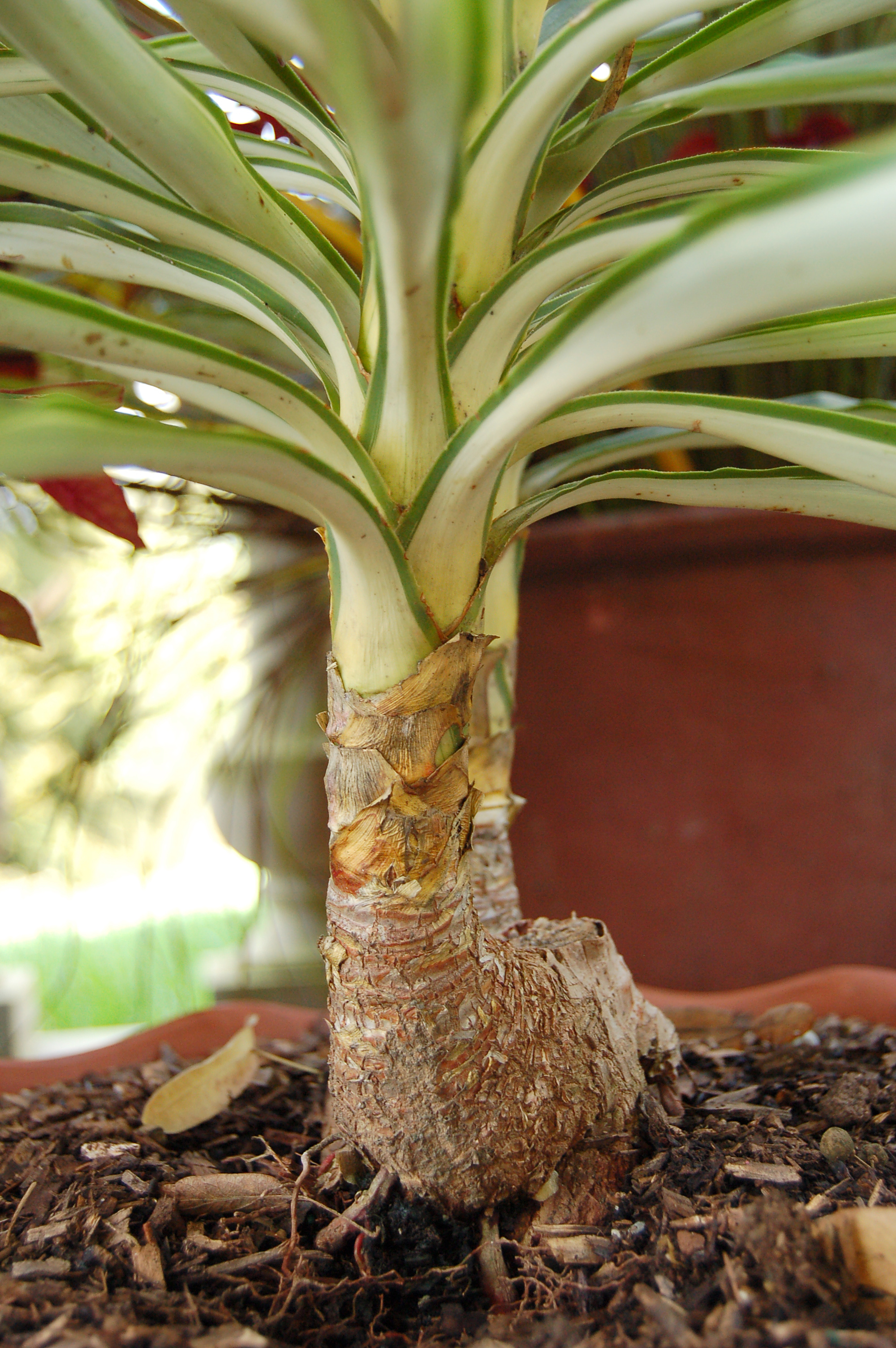
'Silver Star' Foto: Derek Ramsey

## Sorter
- 'Elmila' - blad ljust gröna med mörkgröna kanter.
- 'Jewel' - blad blågröna med fina och ljust gröna strimmor.
- 'Mike'
- 'Puck' - blad gröna med gulaktiga kanter.
- 'Silver Star' - blad ljust gröna till nästan vita, med mörkgröna kanter.
- 'Variegata' - har blad som är strimmiga i vitt och grönt.

## Synonymer
För vetenskapliga synonymer, se Wikispecies.